# Jack Rube Clifford
Pour les articles homonymes, voir Clifford.
Jack Rube Clifford ou Jack Clifford, né le 25 décembre 1888 à Elmira (New York) (États-Unis) et mort le 14 octobre 1974 à Temple City (Californie), est un acteur américain.

## Filmographie partielle
- 1914 : Le Mari de l'Indienne (The Squaw Man) d'Oscar Apfel et Cecil B. DeMille
- 1930 : La Maison de la peur (The Laurel-Hardy Murder Case) de James Parrott
- 1931 : Skippy de Norman Taurog
- 1933 : Un dimanche après-midi (One Sunday Afternoon) de Stephen Roberts
- 1936 : Soupe au lait (The Milky Way) de Leo McCarey
- 1936 : L'Extravagant Mr. Deeds (Mr. Deeds Goes to Town) de Frank Capra
- 1936 : Fossettes (Dimples) de William A. Seiter
- 1936 : Une aventure de Buffalo Bill (The Plainsman) de Cecil B. DeMille
- 1937 : Charlie Chan à Broadway (Charlie Chan on Broadway) d'Eugene Forde
- 1937 : Nuits d'Arabie (Ali Baba Goes to Town) de David Butler
- 1938 : Les Flibustiers (The Buccaneer) de Cecil B. DeMille
- 1939 : Sans peur et sans reproche (You Can’t Cheat an Honest Man) de George Marshall et Edward F. Cline
- 1939 : Pacific Express (Union Pacific) de Cecil B. DeMille
- 1939 : Les Vacances de Mr. Moto (Mr. Moto Takes a Vacation) de Norman Foster
- 1939 : Nick joue et gagne (Another Thin Man) de W. S. Van Dyke
- 1940 : Les Dalton arrivent (When the Daltons Rode) de George Marshall
- 1940 : Les Tuniques écarlates (North West Mounted Police) de Cecil B. DeMille
- 1940 : Mines de rien (The Bank Dick) d'Edward F. Cline
- 1942 : Les Naufrageurs des mers du Sud (Reap the Wild Wind) de Cecil B. DeMille
- 1942 : La Blonde de mes rêves (My Favorite Blonde) de Sidney Lanfield
- 1944 : Casanova le petit (Casanova Brown) de Sam Wood
- 1944 : Caravane d'amour (Can't Help Singing) de Frank Ryan
- 1945 : Le Poison (The Lost Weekend) de Billy Wilder
- 1946 : Les Demoiselles Harvey (The Harvey Girls) de George Sidney
- 1946 : À chacun son destin (To Each His Own) de Mitchell Leisen
- 1946 : Le Dahlia bleu (The Blue Dahlia) de George Marshall
- 1946 : La Ville des sans-loi (Badman's Territory) de Tim Whelan
- 1946 : Le Passage du canyon (Canyon Passage) de Jacques Tourneur
- 1947 : Californie terre promise (California) de John Farrow
- 1947 : La Brune de mes rêves (My Favorite Brunette) d'Elliott Nugent
- 1947 : L'Heure du pardon (The Romance of Rosy Ridge) de Roy Rowland
- 1947 : Les Conquérants d'un nouveau monde (Unconquered) de Cecil B. DeMille
- 1948 : Belle Jeunesse (Summer Holiday) de Rouben Mamoulian
- 1949 : Samson et Dalila (Samson and Delilah) de Cecil B. DeMille